# Cleistes parviflora
Cleistes parviflora é uma espécie de orquídea terrestre de folhas alternadas e flores grandes que abrem em sucessão, com raízes tuberosas delicadas, habitante da Guiana e norte do Brasil.